# Peter Dannenberg
Peter Dannenberg (* 21. Mai 1930 in Potsdam; † 9. März 2015 in Kronshagen) war ein deutscher Musikkritiker, Musikschriftsteller und Intendant.

## Leben
Peter Dannenberg, Sohn von Maria Dannenberg, geborene Hoffmann, und Friedrich Dannenberg, studierte Rechtswissenschaft und Musikwissenschaft. Er absolvierte das 1. juristische Staatsexamen. Nach dem Studium in Kiel und Freiburg im Breisgau war er Feuilletonredakteur in Kiel. Ab 1969 dann Leitender Musikredakteur und Musikkritiker bei Die Welt, ab 1974 in gleicher Position bei der Stuttgarter Zeitung. Er war ständiger Mitarbeiter der meisten deutschen Rundfunkanstalten, der Zeitschrift Opernwelt und anderer Periodika. Von 1977 bis 1986 arbeitete er unter der Intendanz von Christoph von Dohnányi als Chefdramaturg der Hamburgischen Staatsoper und gleichzeitig Leiter der Experimentierbühne der Opera Stabile mit zahlreichen Uraufführungen in Oper und Konzert, unter anderem von Wolfgang Rihm, Heinz Holliger, Manfred Trojahn, Wilhelm Killmayer, Aribert Reimann, Günter Bialas, Isang Yun, Rolf Liebermann und Udo Zimmermann. Von 1987 bis 1990 war er stellvertretender Intendant der Oper Frankfurt, von 1990 bis 1995 Generalintendant der Bühnen der Landeshauptstadt Kiel und von 1995 bis 2004 schließlich Intendant der Hamburger Symphoniker.
Seit 1989 war Dannenberg Vorsitzender des Alexander-Zemlinsky-Fonds bei der Gesellschaft der Musikfreunde in Wien auf Lebenszeit. Von 1990 bis 1997 war er stellvertretender Vorsitzender des Landeskulturverbandes Schleswig-Holstein.
Peter Dannenberg war evangelisch, ab 1977 verheiratet mit Susanne Dannenberg, geborene Nieß, und starb nach langer, schwerer Krankheit in der Nacht zum 10. März 2015 im Alter von 84 Jahren im schleswig-holsteinischen Kronshagen.

## Auszeichnungen
- 2000 Biermann-Ratjen-Medaille der Freien und Hansestadt Hamburg für Verdienste um Kunst und Kultur in Hamburg
- 2003 Österreichisches Ehrenkreuz für Wissenschaft und Kunst I. Klasse

## Veröffentlichungen
- Das kleine Schumann-Buch. Salzburg 1979; Hamburg 1983.
- Gaukler und Primadonnen. Vom Ballhaus zum Stadttheater im alten Kiel. Hamburg 1981.
- Helden und Chargen. Zwischen den Kriegen - Dreißig Jahre Theater in Kiel. Hamburg o. J.
- Jahrbuch der Hamburgischen Staatsoper. Band 6–8, 1978–1981.
- als Hrsg. mit Max W. Busch: Die Hamburgische Staatsoper. 2 Bände. Band I: 1678 bis 1945 Bürgeroper-Stadt-Theater-Staatsoper. Band II: 1945 bis 1988. Nachkrieg und Gegenwart. Zürich 1988/89.
- Immer wenn es Abend wird. Dreihundert Jahre Theater in Kiel. Hamburg 1983.
- Umfangreicher Beitrag in: Halte fest, was Dir von allem übrigblieb. 100 Jahre Theater am Kleinen Kiel. Hg. v. Ole Hruschka. Kiel 2007.
- Das Schöne, das Schreckliche am Theater ist seine Vergänglichkeit. In: Offen sein zu – hören.  Der Dirigent Christoph von Dohnányi. Herausgegeben von Klaus Schultz. Hamburg 2010.